# Kimiko Kasai
Kimiko Kasai (jap. 笠井 紀美子, Kasai Kimiko; * 15. Dezember 1945 in der Präfektur Kyōto) ist eine japanische Jazzsängerin, die seit 1990 als Designerin hervorgetreten ist.

## Wirken
Kimiko wollte als Teenager Jazzsängerin werden. 1964 zog sie nach Tokio, wo sie sich dem Trio des Pianisten Yuzuru Sera anschloss, mit dem sie 1968 auch erste Aufnahmen vorlegte. 1970 entstand ihr erstes Soloalbum. In den nächsten Jahren konnte sie mit Mal Waldron, Gil Evans und Herbie Hancock zusammenarbeiten. Sie trat auch auf internationalen Festivals in Nordamerika, Ungarn und Jugoslawien auf. 
Sieben aufeinander folgende Jahre wurde sie im japanischen Fachblatt Swing Journal als populärste japanische Jazzsängerin gefeiert. Als Sängerin konnte sie daher Werbeverpflichtungen mit Firmen wie dem Kaufhaus Parco, Sanyo, Hitachi, Suntory und weiteren eingehen, für die sie teilweise auch Fernsehwerbung machte. 1978 zog sie nach Los Angeles und betrieb den Fortgang ihrer Karriere von dort aus. 
1987 beendete sie ihre Ausbildung beim Gemological Institute of America in Santa Monica mit einem Diplom als Schmuckdesignerin. Seit 1990 entwickelte sie ihre eigene Marke Kimiko by Kimiko, die zwölf Jahre lang von einer großen japanischen Firma exklusiv vertrieben wurde. 1998 zog sie sich endgültig aus dem Musikgeschäft zurück. 
2002 eröffnete sie ihre eigene Boutique in Ginza, um von dort aus ihre Designartikel zu vermarkten. Ab 2005 arbeitete sie mit der japanischen Porzellanfirma Yokohama Masuda-gama zusammen, für die sie ein Geschirr entwarf. 2006 gründete sie das Kasai Kimiko Office und verlagerte ihr Geschäft, zu dem neben Schmuck und Geschirr auch Uhren gehören, nach Santa Monica. 

## Diskografie
- Yuzuru Sera Trio Featuring Kimiko Kasai The Modern Playing Mate (1968)
- Just Friends (1970)
- Kimiko Kasai & Mal Waldron One for Lady (1971)
- Yellow Carcass in the Blue (1971)
- Kimiko Kasai / Gil Evans Orchestra Satin Doll (1972)
- Umbrella: Works of Haruomi Hosono (1972)
- What’s New (1973)
- In Person (mit Oliver Nelson, 1974)
- Kimiko Is Here (mit dem Cedar Walton Trio, 1974)
- This Is My Love (1975)
- We Can Fall in Love (1976)
- Tokyo Special (1977)
- Round and Round (1978)
- Kimiko Kasai & Herbie Hancock Butterfly (1979)
- Kimiko (1982)
- Love Talk (1984)
- New Pastel (1984)
- Watching You (1985)
- My One and Only Love (1985)
- Perigo a Noite  (1987)
- Kimiko (1990)